# استان پورسات
استان پورسات (به لاتین: Pursat Province) یک منطقهٔ مسکونی است که در کامبوج واقع شده‌است. استان پورسات ۱۲٬۶۹۲ کیلومتر مربع مساحت دارد.